# Talles Magno
Talles Magno Bacelar Martins (sinh ngày 26 tháng 6 năm 2002), thường được gọi là Talles Magno hoặc Enrique hoặc đơn giản là Talles, là một cầu thủ bóng đá Brazil hiện đang chơi ở vị trí tiền đạo cho Vasco da Gama. Anh được đưa vào "Thế hệ tiếp theo 2019" của The Guardian.

## Thống kê sự nghiệp

### Câu lạc bộ
Tính đến 19 Tháng 2 Năm 2020
| Câu lạc bộ          | Mùa                 | liên đoàn           | liên đoàn | liên đoàn | Liên đoàn nhà nước | Liên đoàn nhà nước | Cốc      | Cốc       | Lục địa  | Lục địa   | Khác     | Khác      | Toàn bộ  | Toàn bộ   |
| Câu lạc bộ          | Mùa                 | Bộ phận             | Ứng dụng  | Bàn thắng | Ứng dụng           | Bàn thắng          | Ứng dụng | Bàn thắng | Ứng dụng | Bàn thắng | Ứng dụng | Bàn thắng | Ứng dụng | Bàn thắng |
| ------------------- | ------------------- | ------------------- | --------- | --------- | ------------------ | ------------------ | -------- | --------- | -------- | --------- | -------- | --------- | -------- | --------- |
| Vasco da Gama       | 2019                | Serie A             | 15        | 2         | 0                  | 0                  | 0        | 0         | 0        | 0         | 0        | 0         | 15       | 2         |
| Vasco da Gama       | 2020                | Serie A             | 0         | 0         | 4                  | 0                  | 1        | 0         | 2        | 0         | 0        | 0         | 7        | 0         |
| Tổng số nghề nghiệp | Tổng số nghề nghiệp | Tổng số nghề nghiệp | 15        | 2         | 4                  | 0                  | 1        | 0         | 2        | 0         | 0        | 0         | 22       | 2         |

Ghi chú
1. ↑  Appearance(s) in Campeonato Carioca.
2. ↑  Appearance(s) in Copa do Brasil.
3. ↑  Appearance(s) in Copa Sudamericana.

## Danh Hiệu
U17 Brazil
- World Cup FIFA U-17: 2019